# Tomie Okawa
Tomie Okawa (Ibaraki; 26 de febrero de 1932) fue una jugadora profesional de tenis de mesa japonés, ganadora del Campeonato Mundial de Tenis de Mesa de 1956, celebrado en Tokio.
Okawa también ganó varias medallas de oro en los Mundiales, en las modalidades de por equipo y por parejas.